# Ольдеево
Ольдеево — деревня в составе Новочебоксарского городского округа Чувашской Республики.

## География
Расположена на краю Новочебоксарска вблизи перекрёстка улиц Промышленная и Коммунальная, соединяющих основную часть города с юго-восточной промзоной. Находится в 10 км к востоку от окраин города Чебоксары (15 км от центра) и в 4 км от Волги.
С запада к деревне примыкают дачные посёлки, в 1 км к югу находится деревня Кодеркасы.

## Население
| 2005 | 2010 | 2014 | 2015 | 2016 | 2017 | 2018 | 2019 | 2020 |
| ---- | ---- | ---- | ---- | ---- | ---- | ---- | ---- | ---- |
| 300  | ↘295 | ↗296 | ↘294 | ↗308 | ↗310 | ↘305 | →305 | ↘303 |
| 2021 |      |      |      |      |      |      |      |      |
| ↘275 |      |      |      |      |      |      |      |      |

В 2002 году проживало 353 человека. 79% населения — чуваши.

## Инфраструктура
На территории деревни действуют автошкола, ветеринарная станция, агрофирма «Ольдеевская» (производство тепличных овощей, цветов, молока и мяса, одно из крупнейших тепличных хозяйств Поволжского региона).

## Известные уроженцы
- Алексеев, Аркадий Алексеевич (род. 1937) — Герой Социалистического Труда (1974). Почётный гражданин г. Новочебоксарск.